# Cham
Cham település Németországban, azon belül Bajorországban. Lakosainak száma 17 593 fő (2023. december 31.).

## Közigazgatás
Chamnak 53 része letezik:
- Altenmarkt (falu)
- Altenstadt (városrész)
- Ammerlingshof (tanya)
- Brückl (falu)
- Brunn (falu)
- Cham (Hauptort)
- Chameregg (falu)
- Chammünster (falu)
- Eichberg (falu)
- Ellersdorf(kisfalu)
- Gredlmühle (tanya)
- Gutmaning (falu)
- Haderstadl (falu)
- Haidhäuser (falu)
- Haidmühle (tanya)
- Hanzing (kisfalu)
- Hilm (falu)
- Hof (falu)
- Höfen (falu)
- Janahof (városrész)
- Kammerdorf (falu)
- Katzbach (falu)
- Katzberg (falu)
- Kothmaißling (falu)
- Kühberg (tanya)
- Laichstätt (falu)
- Lamberg (tanya)
- Loch (kisfalu)
- Loibling (falu)
- Michelsdorf (falu)
- Neumühle (tanya)
- Nunsting (városrész)
- Oberhaid (falu)
- Ponholzmühle (falu)
- Quadfeldmühle (kisfalu)
- Ried am Pfahl (falu)
- Ried am Sand (kisfalu)
- Rissing (falu)
- Schachendorf (falu)
- Scharlau (falu)
- Schlammering (falu)
- Schlondorf (falu)
- Schönferchen (falu)
- Selling (kisfalu)
- Siechen (városrész)
- Stadl (falu)
- Tasching (falu)
- Thierlstein (kisfalu)
- Untertraubenbach (falu)
- Vilzing (falu)
- Wackerling (falu)
- Windischbergerdorf (falu)
- Wulfing (falu)

## Népesség
A település népessége az elmúlt években az alábbi módon változott:
| Lakosok száma | 2920 | 9198 | 12 423 | 16 692 | 16 480 | 16 508 | 16 701 | 16 796 | 17 029 | 17 593 |
|               | 1875 | 1950 | 1975   | 1987   | 2012   | 2014   | 2016   | 2017   | 2021   | 2023   |